# Буче (Жарський повіт)
Буче (пол. Bucze) — село в Польщі, у гміні Пшевуз Жарського повіту Любуського воєводства.
Населення — 73 особи (2011).
У 1975-1998 роках село належало до Зеленогурського воєводства.

## Демографія
Демографічна структура станом на 31 березня 2011 року:
|          | Загалом | Допрацездатний вік | Працездатний вік | Постпрацездатний вік |
| -------- | ------- | ------------------ | ---------------- | -------------------- |
| Чоловіки | 40      | 11                 | 23               | 6                    |
| Жінки    | 33      | 4                  | 22               | 7                    |
| Разом    | 73      | 15                 | 45               | 13                   |